# Pommereschea
Pommereschea là một chi thực vật có hoa trong họ Zingiberaceae, được Marx Carl Ludwig Wittmack mô tả khoa học đầu tiên năm 1895. Tên gọi tại Trung Quốc là 直唇姜 (trực thần khương), nghĩa đen là gừng môi thẳng.

## Phân bố
Các loài trong chi này là bản địa miền nam tỉnh Vân Nam, Trung Quốc cũng như miền bắc Myanmar và miền bắc Thái Lan.

## Mô tả
Thân giả mảnh mai. Lá có cuống ngắn; phiến lá hình tim hoặc gần hình mũi tên ở đáy. Cụm hoa là cành hoa bông thóc đầu cành; có lá bắc và lá bắc con. Đài hoa hình ống hay hình chùy, xẻ 1 bên, đỉnh 2-3 răng. Ống tràng hoa hình trụ, dài hơn đài hoa; các thùy hình mác, thùy trung tâm lớn hơn các thùy bên. Không nhị lép bên. Cánh môi mọc thẳng, hình thìa hẹp, đáy hợp sinh hoặc không hợp sinh với chỉ nhị, đỉnh 2 khe hoặc 2 thùy. Chỉ nhị thò ra ngoài tràng hoa, có rãnh ở phần xa. Vòi nhụy hình chỉ; đầu nhụy hình chén, có lông rung. Bầu nhụy 3 ngăn; noãn nhiều, xếp thành 2 hàng; noãn đính trụ. Quả nang gần hình cầu hoặc elipxoit, 3 mảnh vỏ, nứt hoặc không; vỏ quả ngoài mỏng.

## Các loài
Tại thời điểm tháng 3 năm 2021 người ta ghi nhận chi này gồm 2 loài:
- Pommereschea lackneri Wittm., 1895 - Loài điển hình.
- Pommereschea spectabilis (King & Prain) K.Schum., 1904